# Eclipse solar de 30 de abril de 2022

Esquema animado mostrando as áreas atingidas pelo eclipse

O eclipse solar de 30 de abril de 2022 foi um eclipse solar parcial visível sobre o Oceano Antártico, no Chile e no sudoeste da Argentina. É o eclipse número 66 na série Saros 119 e teve magnitude 0.6389.

## Galeria

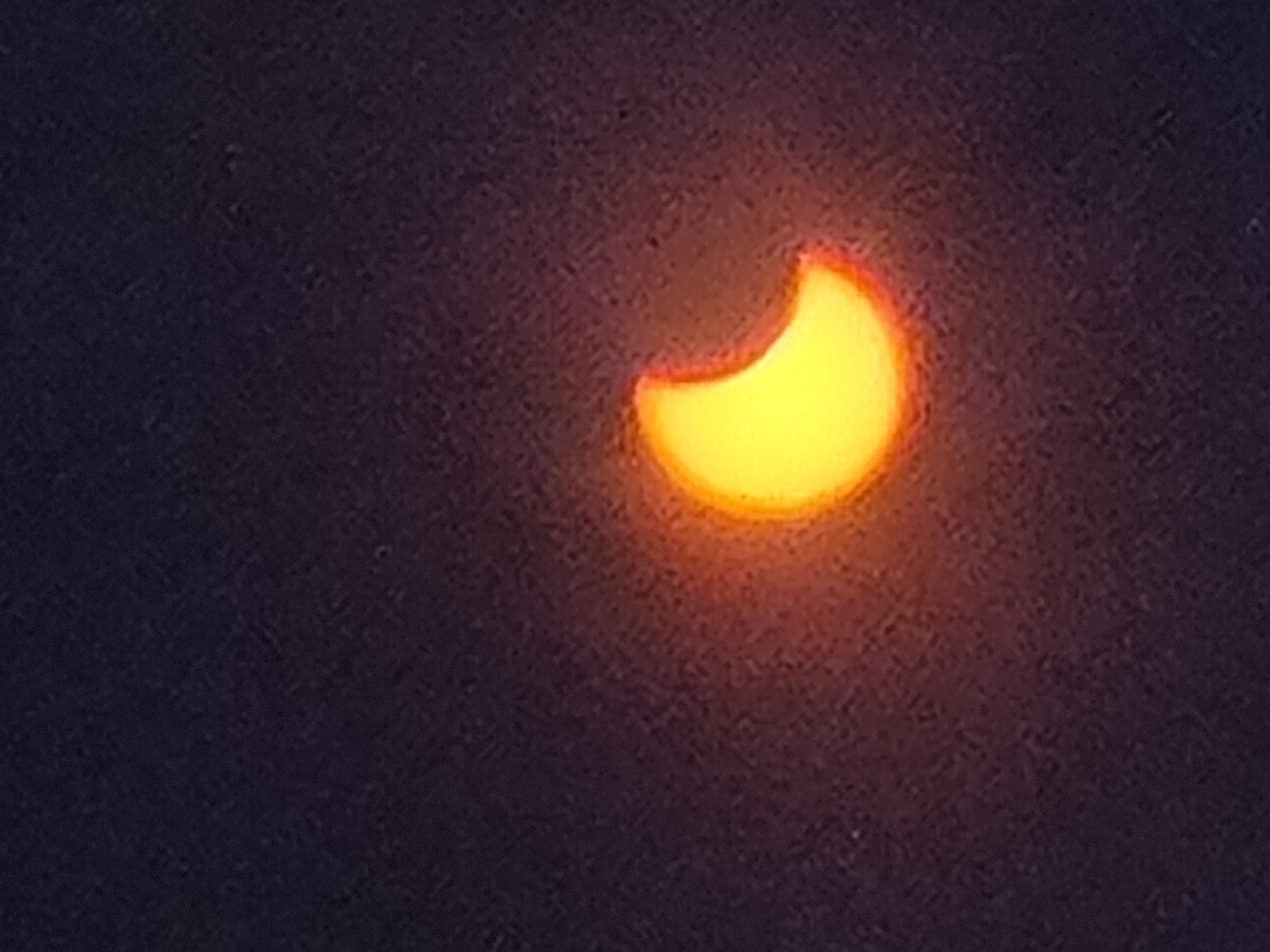
Eclipse parcial em Santiago do Chile